# Mary Daly
Mary Daly (* 16. Oktober 1928 in Schenectady, New York; † 3. Januar 2010 in Gardner, Massachusetts) war eine US-amerikanische lesbische katholische Theologin und Philosophin. Bis zu ihrer Emeritierung lehrte sie Theologie am Boston College. Sie gilt als eine der radikalsten Vertreterinnen der feministischen Theologie.

## Leben
Mary Daly stammte aus einer Arbeiterfamilie mit irischen Vorfahren. Sie studierte Englisch und Latein am College of Saint Rose in New York und an der Catholic University of America in Washington.
Ihre erste Promotion in Theologie legte sie 1954 am Saint Mary’s College in Notre Dame, Indiana, ab. Anschließend unterrichtete sie am Cardinal Cushing College in Brookline. Zwischen 1959 und 1966 lehrte sie katholische Theologie und Philosophie an der Universität Freiburg (Schweiz). Im Jahr 1963 promovierte sie in Theologie mit summa cum laude. 1965 legte sie eine dritte Promotion in Philosophie ab.
Von 1967 bis 1999 war Daly Associate Professor an der theologischen Fakultät des jesuitischen Boston College. Ihre Schwerpunkte in Forschung, Lehre und Publikationen waren Gotteslehre und Geschlecht, feministische Ethik sowie Theorie und Geschichte des Patriarchats. Ein Rockefeller-Stipendium ermöglichte ihr, das Werk Gyn/Ecology zu verfassen.
Daly beschrieb sich selbst als „radikale lesbische Feministin“. Sie war zunächst praktizierende Katholikin, kam zu der Ansicht, dass alle organisierten Religionen irreparabel patriarchal seien und nannte sich in ihren späten Jahren „post-Christian“.

## Konflikte mit dem Boston College
1969, in der Folge der Veröffentlichung ihres ersten Buches The Church and the Second Sex (1968, „Die Kirche und das zweite Geschlecht“), in dem sie die Misogynie der katholischen Kirche bloßlegte, wurde ihr, die damals einen Zeitvertrag am Boston College hatte, die Entlassung angedroht. Eine Petition mit 1500 Unterschriften aus der damals noch überwiegend männlichen Studentenschaft und die Unterstützung der breiten Öffentlichkeit führten allerdings zu ihrer Festanstellung. Dalys Weigerung, männliche Studenten zu einigen ihrer Kurse zur feministischen Ethik zuzulassen, führte zu Disziplinarmaßnahmen. Während sie argumentierte, die Anwesenheit von männlichen Studenten behindere Diskussionen, sah die Collegeleitung einen Verstoß sowohl gegen Bundesrecht, das den Ausschluss von Studenten wegen ihres Geschlechts untersagte, als auch gegen eigene Nichtdiskriminierungsrichtlinien, die vorsahen, dass alle Kurse Studenten jeden Geschlechts offenstehen.
1998 wurde eine Diskriminierungsklage zweier Studenten vom Center for Individual Rights unterstützt, einer konservativen Rechtsanwaltsvereinigung. Als Folge weiterer Verwarnungen zog es Daly vor, den Unterricht zu verweigern, statt männliche Studenten zuzulassen.
Das Boston College entzog ihr daraufhin die Tenure-Rechte unter Berufung auf die mündliche Vereinbarung, dass Daly in den Ruhestand treten wolle. Daly reichte Klage gegen die Hochschule wegen Verletzung ihrer Besitzrechte am Tenure-Recht ein und behauptete, sie sei gegen ihren Willen gezwungen worden. Ihre Klage wurde abgewiesen.
Es wurde ein vertraulicher außergerichtlicher Vergleich geschlossen. Die Hochschule behauptete, Daly habe zugesagt, sich von ihrer Position als Dozentin zurückzuziehen, während andere behaupteten, sie sei gezwungen worden. Daly behauptete hingegen, das Boston College habe ihren Studenten Unrecht getan durch den Entzug ihres Rechts auf ihre freie Entscheidung, nur weibliche Studenten zu unterrichten. Sie dokumentierte ihre Darstellung der Ereignisse in dem 2006 erschienenen Buch Amazon Grace: Recalling the Courage to Sin Big.

## Werk
Mary Dalys Werke Beyond God the Father (1973) und Gyn/Ecology: The Metaethics of Radical Feminism (1978) (deutsch: Gyn/Ökologie: Die Metaethik des radikalen Feminismus) beschäftigen sich mit der Geschichte und Religion des Patriarchats. Beyond God the Father ist das letzte Buch, in dem Daly die Auffassung vertritt, dass Gott materiell sei. Sie legte ihre systematische Theologie nach Paul Tillichs Vorbild aus. Oft als grundlegende Arbeit in der feministischen Theologie betrachtet, ist Beyond God the Father ihr Versuch, den Androzentrismus zu erklären und ihn in der westlichen Religion zu überwinden. Es zeichnet sich durch seinen spielerischen Schreibstil und ihren Versuch aus, ein Gespräch mit Gott über die Rehabilitierung der Frauenbefreiungsbewegung gegen die Schriften existenzialistischer Theologen wie Paul Tillich und Martin Buber zu führen. Während ersteres ihre Schriften zunehmend kennzeichnete, verließ sie bald letztere Auffassungen. In Gyn/Ecology analysiert sie tatsächliche Praktiken, mit denen Männer versuchten, Frauen zu verstümmeln und zu zerstören, wie Weibliche Genitalverstümmelung in Afrika, Füßebinden in China, Hexenverfolgung in Europa, Gynäkologie in den USA im Gefolge der Nazimedizin, als Rituale, um das Patriarchat zu verfestigen.
Ihre Bücher Pure Lust: Elemental Feminist Philosophy (1984) und Websters’ First New Intergalactic Wickedary of the English Language (1987) präsentieren und erkunden eine alternative Sprache, um den Prozess des Exorzismus und der Ekstase zu erklären. In Wickedary bietet Daly Definitionen ebenso wie Gesänge, die, wie sie sagte, von Frauen verwendet werden können, um sich von der patriarchalen Unterdrückung zu befreien. Sie untersuchte auch die Etiketten, die, wie sie sagte, die patriarchalische Gesellschaft Frauen anheftet, was sie als eine männliche Dominanz der Gesellschaft auffasste. Daly sagte, es sei die Aufgabe der Frauen, die befreiende Natur von Etiketten wie „Vettel“, „Hexe“ und „Wahnsinnige“ zu enthüllen. Im Book Review der New York Times schrieb 1984 die Religionswissenschaftlerin Demaris über Pure Lust: “Mary Daly is an extraordinary woman and this is an extraordinary work, demanding unusual spiritual and intellectual effort from its readers. The effort is worth it.”
Dalys Arbeit beeinflusste den Feminismus und die feministische Theologie sowie die Entwicklung eines Konzeptes der Biophilie als Alternative und Herausforderung für soziale Nekrophilie. Sie war eine Veganerin aus ethischer Überzeugung und Aktivistin für die Rechte der Tiere. Gyn/Ecology, Pure Lust und Websters’ First New Intergalactic Wickedary enthielten Stellungnahmen gegen Tierversuche und Pelze. Daly war Mitglied des Beirats von Feministinnen für Tierrechte, einer Gruppe, die inzwischen aufgelöst wurde.
Daly erstellte ihre eigene theologische Anthropologie auf Basis des Rahmens dessen, was es bedeutet, eine Frau zu sein. Sie schuf Gedankenspiele, die die Welt teilte in die Welt der falschen Bilder, die Unterdrückung erschaffe, und die Welt der Gemeinschaft des wahren Seins. Sie nannte diese beiden Bereiche Vorder- und Hintergrund. Daly betrachtete den Vordergrund als das Reich des Patriarchats und den Hintergrund als das Reich der Frau. Sie argumentierte, dass der Hintergrund unter und hinter der Oberfläche der falschen Realität des Vordergrundes liege. Der Vordergrund war für Daly eine Verzerrung des wahren Seins, der paternalistischen Gesellschaft, in der, wie sie sagte, die meisten Menschen leben. Es hat keine wirkliche Energie, sondern entzieht die „Lebensenergie“ von Frauen, die sich im Hintergrund befinden. Aus ihrer Sicht erstellt der Vordergrund eine Welt der Gifte, die das natürliche Leben kontaminieren. Sie bezeichnete die männlich zentrierte Welt, den Vordergrund, als nekrophil, alle Lebewesen hassend. Im Gegensatz dazu konzipiert sie den Hintergrund als Ort, an dem alle Lebewesen verbunden sind.

### Rezeption vonGyn/Ecology
Gemäß Lucy Sargisson sucht Daly in Gyn/Ecology ein echtes, wildes Frauenselbstbild, welches sie als in der Frau ruhend wahrnimmt, wenn sie vorübergehend von patriarchalischen Herrschaftssystemen befriedet sei.
Audre Lorde kritisierte Dalys Gyn/Ecology 1979 mit einem Brief, den sie, nachdem sie vier Monate keine Antwort von Daly bekam, veröffentlichte. Lorde schrieb, dass weiße lesbische Feministinnen absichtlich und bewusst schwarze Frauen ausschließen. Insbesondere kritisierte sie deren einzige Erwähnung im Zusammenhang mit der afrikanischen Genitalverstümmelung und dass nicht alle Frauen unter derselben Unterdrückung leiden, bloß weil sie Frauen sind. Mit dieser Sicht werden, laut Lorde, die unterschiedlichen Instrumente des Patriarchats aus dem Blick verloren und die Tatsache ignoriert, dass diese Instrumente unbewusst von Frauen gegen Frauen eingesetzt werden. Ein weiterer Kritikpunkt benennt das Ausbleiben von afrikanischen Göttinnenfiguren. Daly bezieht sich in ihrem Werk ausschließlich auf weiße, europäische und christlich-jüdisch geprägte Göttinnenbilder. „Als afroamerikanische Frau im weißen Patriarchat bin ich es gewohnt, dass meine archetypische Erfahrung verfälscht und banalisiert wird; aber es ist furchtbar schmerzhaft, wenn dies durch eine Frau geschieht, deren Wissen zu großen Teilen meines berührt.“
Ihr Brief und Dalys scheinbare Entscheidung, nicht öffentlich zu reagieren, beeinflusste stark die Rezeption ihrer Arbeit bei anderen feministischen Theoretikerinnen und wurde als Musterbeispiel für Herausforderungen weißer feministischer Theorien von schwarzen Feministinnen in den 1980er Jahren beschrieben.
Dalys Antwortbrief an Lorde datiert viereinhalb Monate später. Dalys Antwort folgte innerhalb einer Woche ein Treffen mit Lorde, auf dem Daly neben anderem sagte, dass Gyn/Ecology kein Kompendium der Göttinnen sei, sondern beschränkt auf jene Göttinnen, Mythen und Symbole, die direkte Quellen christlicher Mythen seien. Ob dies von Lorde anerkannt wurde, ist nicht bekannt.

## Ansichten über Religion
In ihrem Werk The Church and the Second Sex schreibt Daly noch, dass Religion und die Gleichheit von Frauen und Männern sich nicht gegenseitig ausschließen. Im Zuge ihrer Schriften veränderte sich jedoch ihr Religionsverständnis; als sie Beyond God and Father schrieb, war sie der Ansicht, dass Frauen von organisierten Religionen grundsätzlich unterdrückt wurden und gab an, dass Frauen, die um Gleichberechtigung in der Kirche bitten würden, ähnlich behandelt würden wie schwarze Personen, die im Ku-Klux-Klan um gleiche Behandlung bitten würden.

## Ansichten zum Geschlechterverhältnis
In The Church and the Second Sex argumentiert Daly für die Gleichheit zwischen den Geschlechtern und befindet, dass die Kirche die Bedeutung der Gleichstellung von Männern und Frauen anerkennen müsse. Sie schreibt, dass Frauen und Männer gleich geschaffen seien.
In ihrem Buch Beyond God and Father (1973) äußert Daly, dass die Gleichheit wichtig sei, argumentiert aber mehr in Bezug auf sexuelle Unterschiede als auf Gleichheit zwischen den Geschlechtern.
In einem Interview mit dem Magazin EnlightenNext sagte Daly:

“I don’t think about men. I really don’t care about them. I’m concerned with women’s capacities, which have been infinitely diminished under patriarchy. Not that they’ve disappeared, but they’ve been made subliminal. I’m concerned with women enlarging our capacities, actualizing them. So that takes all my energy”

„Ich denke nicht über Männer nach. Sie sind mir wirklich egal. Ich befasse mich mit den Fähigkeiten von Frauen, die unendlich unter dem Patriarchat herabgesetzt wurden. Nicht, dass sie verschwunden wären, aber sie wurden unterdrückt. Ich befasse mich damit, wie wir Frauen unsere Fähigkeiten erweitern, sie zur Verwirklichung bringen. Dies benötigt meine ganze Energie.“

Weiter sagte sie in demselben Interview auf die Frage, ob sie der These von Gearhart zustimme, dass der Anteil der Männer an der Menschheit auf 10 % reduziert und auf diesem Niveau gehalten werden sollte:

“I think it's not a bad idea at all. If life is to survive on this planet, there must be a decontamination of the Earth. I think this will be accompanied by an evolutionary process that will result in a drastic reduction of the population of males.”

„Meiner Meinung nach ist das überhaupt keine schlechte Idee. Wenn Leben auf diesem Planeten überleben soll, dann muss es eine Dekontamination der Erde geben. Ich glaube, dass dies durch einen evolutionären Prozess begleitet werden wird, der zu einer drastischen Reduktion der Bevölkerung von Männern führen wird.“

## Ansichten über Transgeschlechtlichkeit
In ihrem Werk Gyn/Ecology äußert Daly ihre negative Sicht auf Transgeschlechtlichkeit. Sie schreibt:

“Today the Frankenstein phenomenon is omnipresent […] phallocratic technology. […] Transsexualism is an example of male surgical siring which invades the female world with substitutes.”

„Heute ist das Frankenstein-Phänomen allgegenwärtige […]  phallokratische Technologie. […] Transsexualität ist ein Beispiel männlicher chirurgischer Zeugung, die mit Surrogaten in die weibliche Welt vordringt.“

“Transsexualism, which Janice Raymond has shown to be essentially a male problem, is an attempt to change males into females, whereas in fact no male can assume female chromosomes and life history/experience.”

„Transsexualität scheint, wie Janice Raymond gezeigt hat, im Wesentlichen ein männliches Problem zu sein, ein Versuch, Männer in Frauen zu verändern, während in Wirklichkeit kein Mann weibliche Chromosomen und Lebensgeschichten/Erfahrungen übernehmen kann.“

“The surgeons and hormone therapists of the transsexual kingdom […] can be said to produce feminine persons. They cannot produce women.”

„Man kann sagen, dass die Chirurgen und Hormontherapeuten des transsexuellen Reichs […] feminine Personen erzeugen. Sie können jedoch keine Frauen erzeugen.“

Daly war Doktormutter von Janice Raymond, deren 1979 erschienene Dissertation The Transsexual Empire nach ihrer Intention kritisch gegenüber Transgeschlechtlichkeit ist.

## Veröffentlichungen

### Bücher
- The Church and the Second Sex. Harper & Row, 1968. OCLC 1218746
- Beyond God the Father: Toward a Philosophy of Women's Liberation. Beacon Press, 1973, ISBN 0-8070-2768-5.
- Gyn/Ecology: The Metaethics of Radical Feminism. Beacon Press, 1978, ISBN 0-8070-1510-5.
- Pure Lust: Elemental Feminist Philosophy. Beacon Press, 1984, ISBN 0-8070-1504-0.
- Jane Caputi, Mary Daly, Sudie Rakusen: Websters’ First New Intergalactic Wickedary of the English Language. Beacon Press, Boston 1987, ISBN 0-8070-6733-4.
- Outercourse: The Bedazzling Voyage, Containing Recollections from My Logbook of a Radical Feminist Philosopher. HarperSanFrancisco, 1992, ISBN 0-06-250194-1.
- Quintessence... Realizing the Archaic Future: A Radical Elemental Feminist Manifesto. Beacon Press, 1998, ISBN 0-8070-6790-3.
- Amazon Grace: Re-Calling the Courage to Sin Big. Palgrave Macmillan, 1st ed. Jan. 2006, ISBN 1-4039-6853-5.

### Ausgewählte Artikel
- The Spiritual Dimension of Women’s Liberation. In: Notes From The Third Year: Women’s Liberation. 1971.[32]
- A Call for the Castration of Sexist Religion. In: The Unitarian Universalist Christian. 27 (Autumn/Winter 1972), S. 23–37.
- God Is A Verb. In: Ms. (Dez. 1974), S. 58–62, 96–98.
- Prelude to the First Passage. In: Feminist Studies. Ausgabe 4, Nummer 3 (Okt. 1978), S. 81–86. Der Text ist aus dem Buch Gyn/Ecology, welches zu dieser Zeit noch nicht veröffentlicht war.
- Sin Big. In: The New Yorker. 26. Februar und 4. März 1996, S. 76–84.

### Dissertationen
- Natural Knowledge of God in the Philosophy of Jacques Maritain. Officium Libri Catholici, 1966, OCLC 2219525.
- The Problem of Speculative Theology. Thomist Press. 1965. OCLC (4 records).

## Weiterführende Literatur

### Bücher
- Marlies Fröse (Hrsg.): Utopos. Kein Ort. Mary Daly’s Patriarchatskritik und feministische Politik. 1. Auflage. AJZ Druck und Verlag, Bielefeld 1988, ISBN 3-921680-71-9.
- Erika Wisselinck: Frauen denken anders. Zur feministischen Diskussion. Als Einführung und zum Weiterdenken. 1. Auflage. Christel Göttert Verlag, Rüsselsheim 1992, ISBN 3-922229-26-3.
- Eveline Ratzel (Hrsg.): The BIG SIN – Die Lust zum Sündigen: Mary Daly und ihr Werk. 1. Auflage. Christel Göttert Verlag, Rüsselsheim 2011, ISBN 978-3-939623-32-8.

### Nachrufe
- Bryan Marquard: Mary Daly, pioneering feminist who tussled with BC, dies at 81. The Boston Globe, 5. Januar 2010, archiviert vom Original (nicht mehr online verfügbar) am 23. August 2012; abgerufen am 4. März 2016.
- Trudy Ring: Mary Daly Dead at 81. The Advocate, 5. Januar 2010, abgerufen am 4. März 2016.